# Rodenbach
Rodenbach — пивоварня в Руселаре, Бельгия, в настоящее время принадлежащая Palm Breweries . Известна кислым элем, выдержанным в бочках, во фламандском красном стиле.

## Пивоварня
В 1821 году четыре брата Роденбах (Педро, Александр, Фердинанд и Константин) вложили средства в небольшую пивоварню в Руселаре, в провинции Западная Фландрия в Бельгии. Братья договорились о партнёрстве на пятнадцать лет. В конце этого периода Педро и его жена Регина Воутерс выкупили пивоварню у остальных, и Регина управляла бизнесом, пока Педро служил в армии. Их сын Эдвард позже принял пивоварню (1864), и именно во время его управления этот бизнес значительно расширился.
Сын Эдварда, Юджин, вступил во владение в 1878 году и, готовясь к этой работе, отправился в Англию, где научился выдерживать пиво в дубовых бочках, а затем смешивать старое и молодое пиво. Именно этим методом производства пива прославилась пивоварня Rodenbach. Поскольку у Юджина не было детей мужского пола, была создана общественная корпорация с ограниченной ответственностью, и большая часть акций оставалась в руках потомков Роденбахов до 1998 года, когда пивоварня была продана Palm Breweries.
После поглощения было свёрнуто производство пива Rodenbach’s Alexander со вкусом вишни. Однако в последние годы Palm/Rodenbach разработала и вывела в продажу федербир Rodenbach, который подаётся только из бочек, не фильтруется и не смешивается. Также пивоварня выпустила Vin de Céréale, который продаётся только в бутылках. Он похож на федербир, но выдерживается в бочке дольше (около трёх лет) и рассчитан на большее содержание алкоголя: в федербире он обычно составляет 5-6 %, а Vin de Céréale — 10 %.
С 1980 по 2000 год Rodenbach поставлял культуру дрожжей и бактерий, которые придавали De Dolle Brouwers в соседнем Эсене характерный вкус и кислотность, для использования в некоторых сортах пива. Исторически они также иногда поставляли дрожжи на пивоварни Westvleteren Brewery и Brouwerij Felix в Ауденарде.

## Пиво

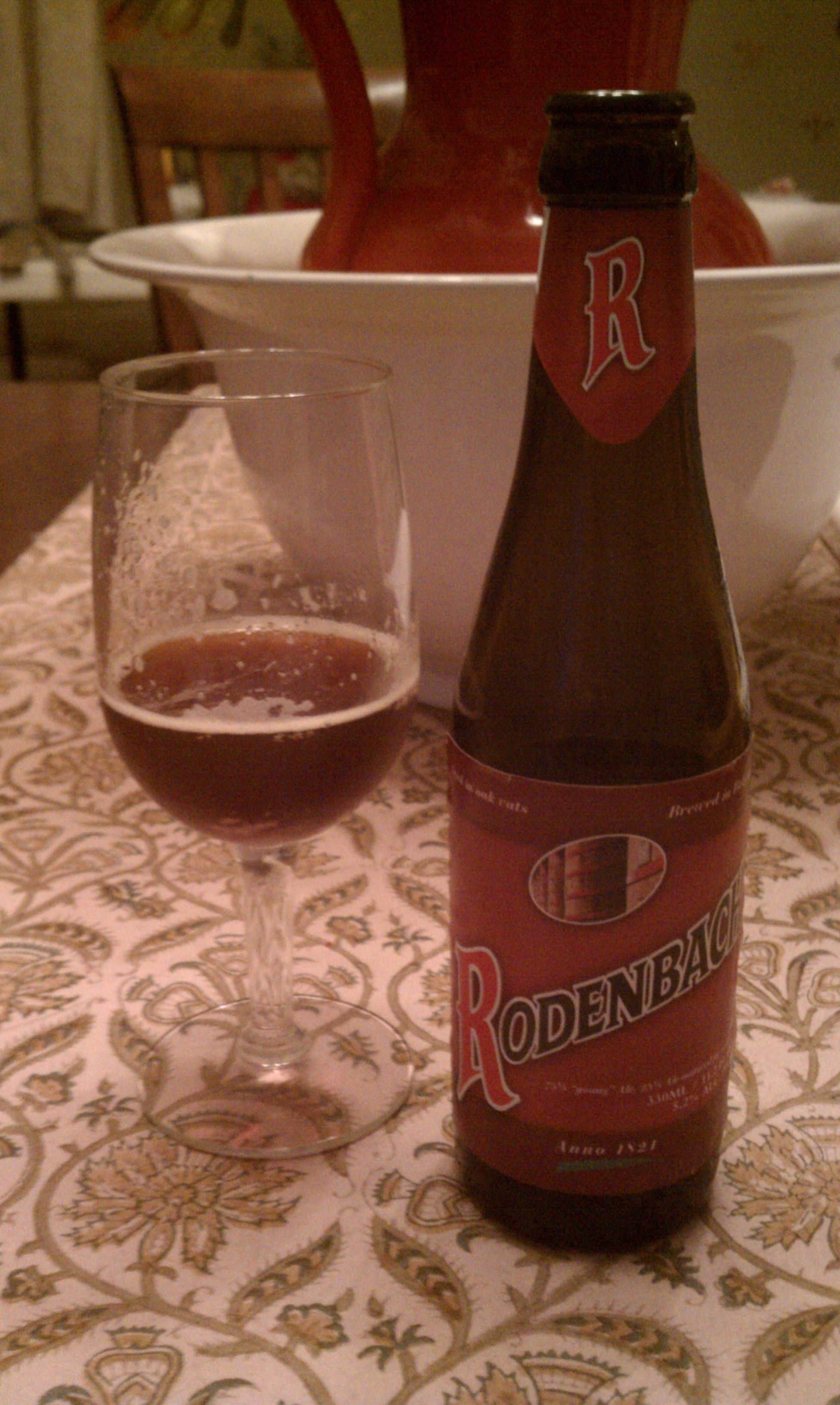
Оригинал Rodenbach

Есть несколько различных сортов пива Rodenbach :
- Rodenbach Original (крепость 5,2 %), купаж из выдержанного и молодого эля (25 %/75%).
- Rodenbach Grand Cru, винное пиво (крепость 6 %), в котором меньше молодого эля (67 %/33%).
- Пиво Rodenbach Vintage, представляет собой несмешанное выдержанное пиво из одной бочки, отобранное дегустационной комиссией по его качествам, ранее продававшееся как Grand Cru.
- Vin de Céréale, выдержанное пиво крепостью 10 %.
- Caractère Rouge, пиво, уже прошедшее созревание, которое подвергается дальнейшей выдержке и мацерации с вишней, малиной и клюквой.

В ознаменование 150-летия деятельности пивоварни был произведен Rodenbach Alexander, вариант Original со вкусом вишни. Название происходит от имени основателя пивоварни Александра Роденбаха.

## Галерея

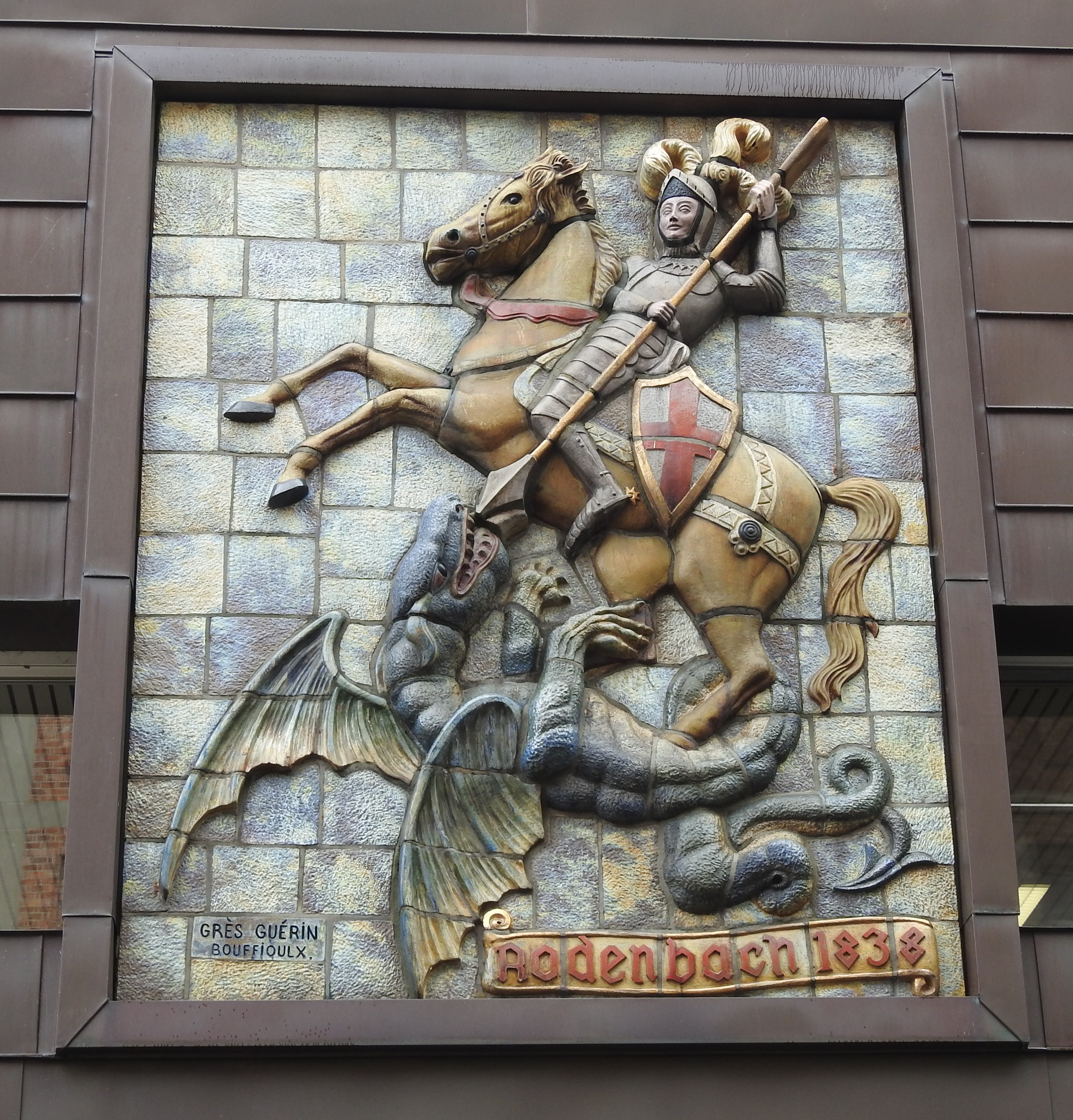
Герб Роденбаха.
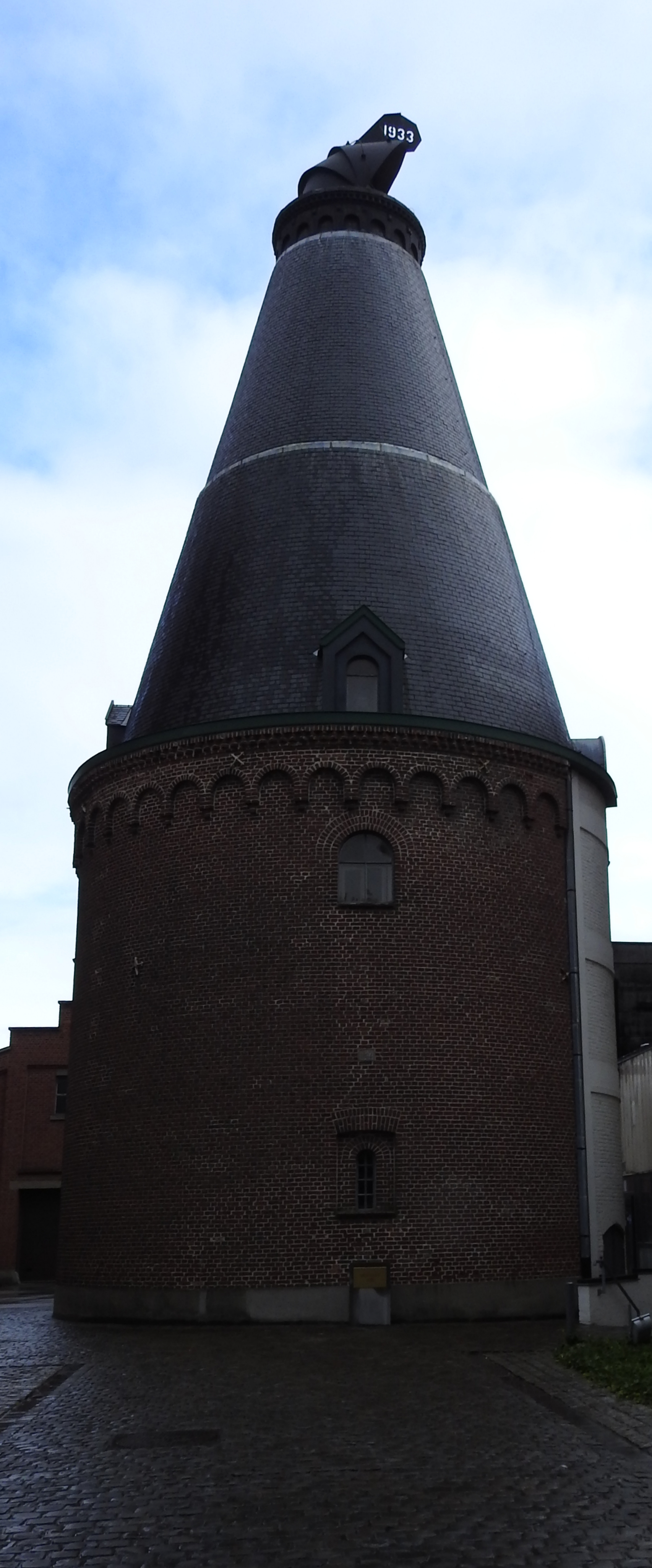
Оригинальная печь для обжига солода Rodenbach
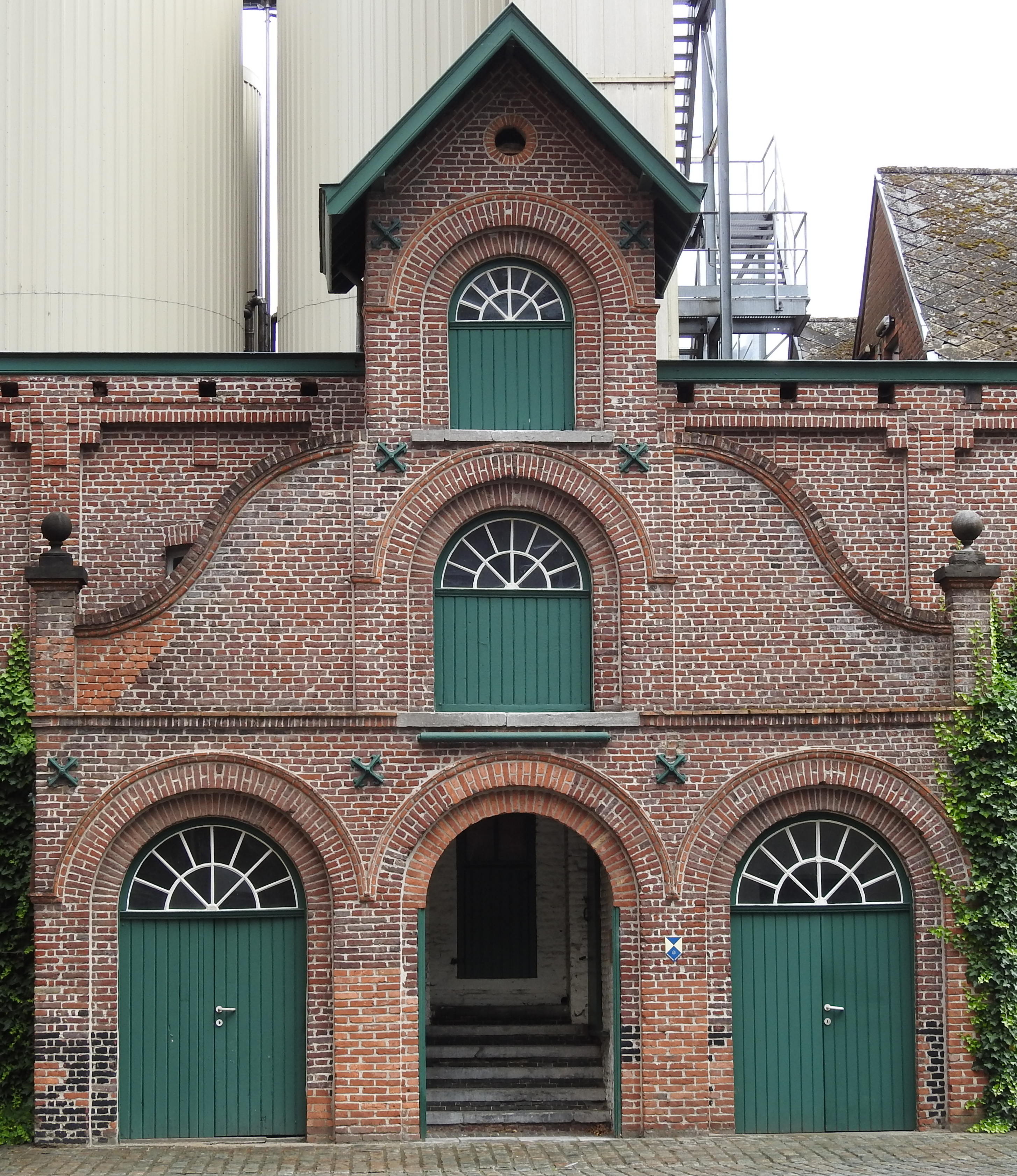
Вход в старую пивоварню
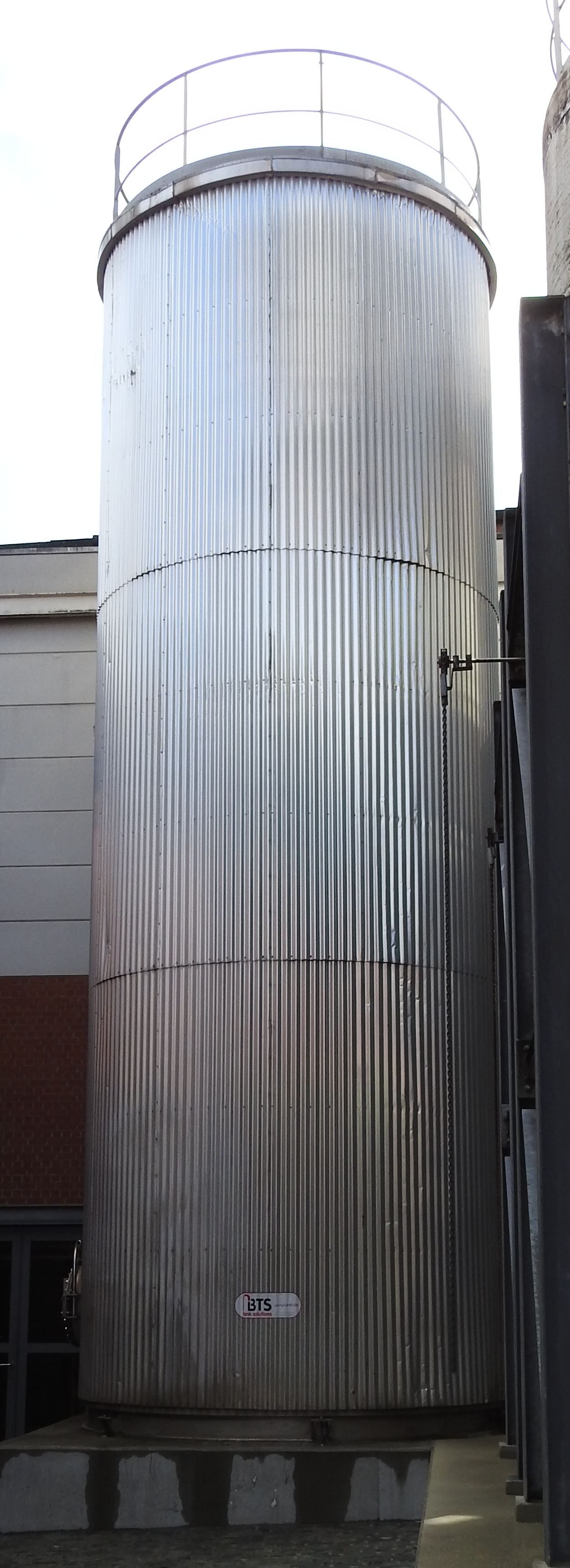
Силос для зерна
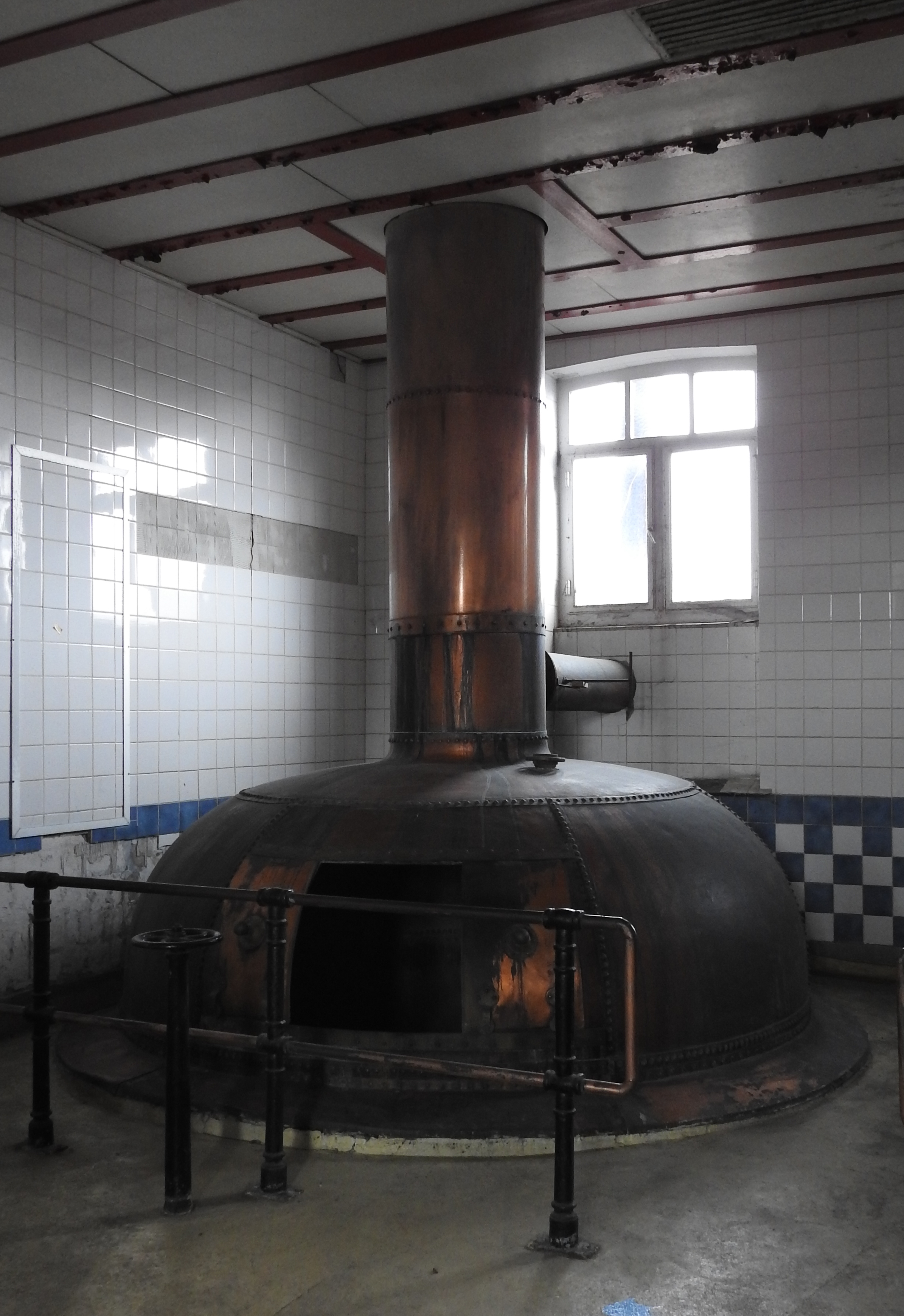
Старая медная сусловарка
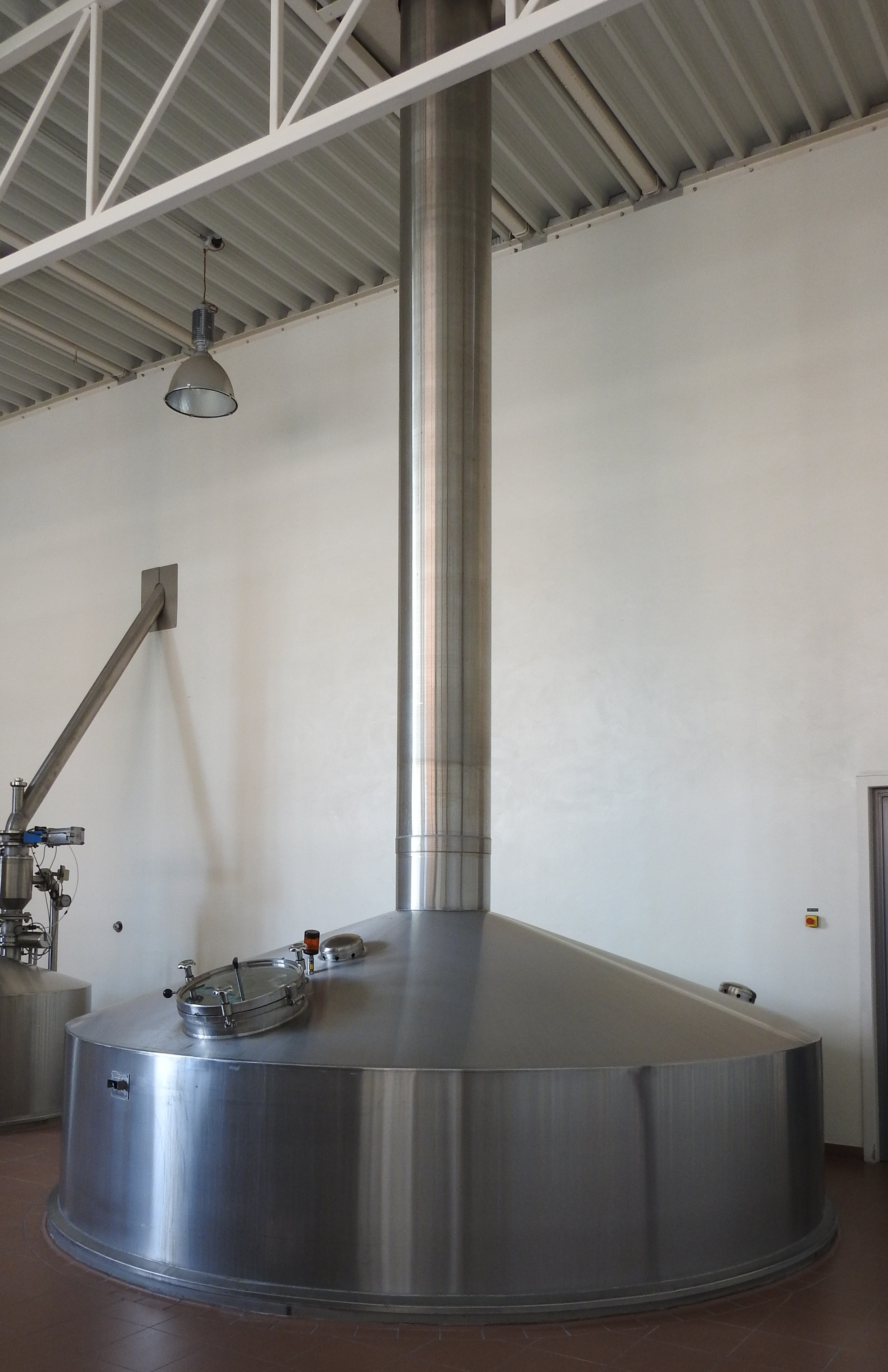
Современная сусловарка
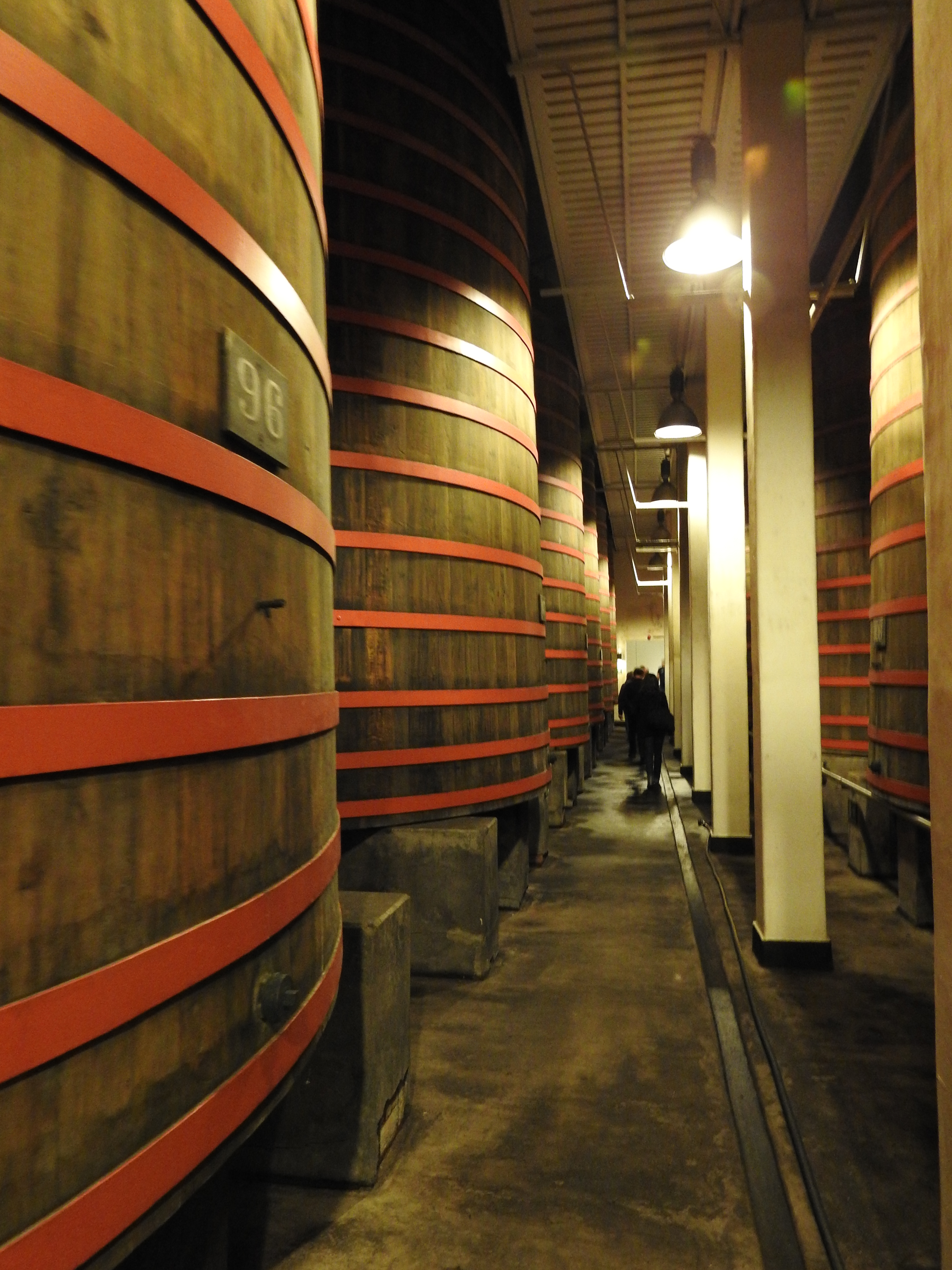
Бочки для выдержки пивоварни Rodenbach
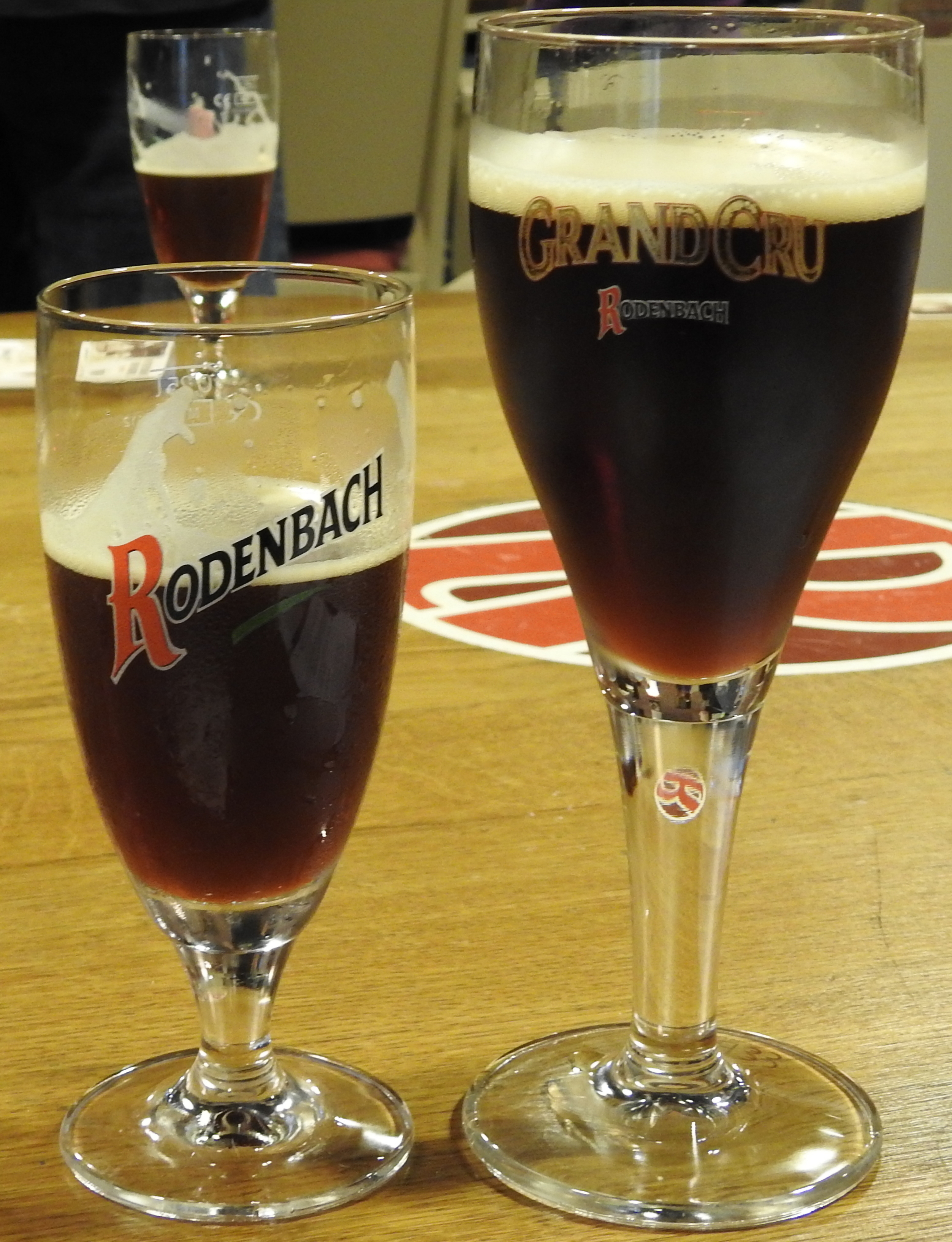
Роденбах Оригинал и Гран Крю
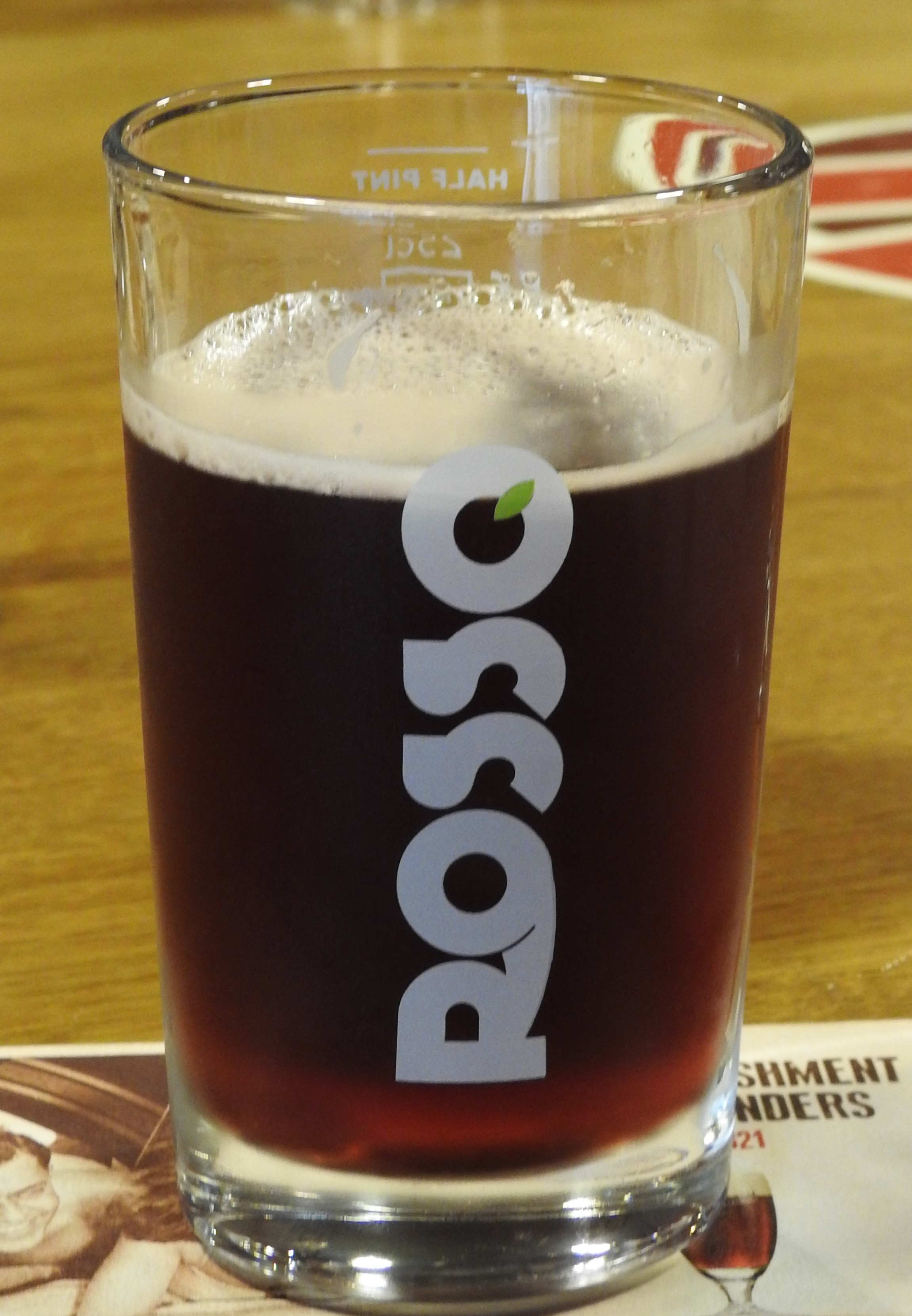
Rodenbach Rosso, сладкое криковое (вишневое) пиво, похожее на ламбик.